# 頰黑姬春蟬
頰黑姬春蟬（学名：Euterpnosia hohoguro）为蟬科姬春蟬屬下的一个种，成蟲於每年7月出沒，見於花蓮，母蟬體長約21（0.83英寸），前翅長約27（1.1英寸），體色為綠褐色，體態特徵類似青面姬春蟬，但額唇基兩側具黑色斑紋，臺灣特有種。